# Карадаг (Караман)
Карадаг (тур. Karadağ) — потухший вулкан в Турции. Расположен на севере иля Караман, у границы с илем Конья, к северу от города Караман. Высота 2271 м над уровнем моря.
Около века назад в кратере было вулканическое озеро, которое теперь высохло. Вулкан имеет коническую форму с диаметром основания 15 км.
К северо-западу от вулкана находится неолитическое поселение Чатал-Хююк. На северных склонах горы расположена группа древних поселений Бинбир-Килисе (тур. Binbirkilise  — «тысяча и одна церковь») — один из самых знаменитых монастырских комплексов в Малой Азии, наряду с пещерными поселениями Каппадокии. Современная деревня Маденшехри идентифицируется как место города Барата, где в IV—XII веках находились епископия, и на верхнем поселении — убежище Дегле (Değle). Также на Карадаге сохранились хеттские скальные изваяния, несколько храмов, построенных на пиках горы, и ряд средневековых укреплений. В поздней античности гора называлась Боратинон (лат. Boratinon).
Насыпной холм Керти-Хююк к востоку от Карадага в 1956 году был отождествлён с городом Дервия, который апостол Павел посетил во время своих первого (Деян. 14:6, 20) и второго (Деян. 16:1) миссионерских путешествий. В 1964 году местоположение Дервии было определено ещё точнее — это Деври-Сехри (Devri Şehri), в 4 км юго-восточнее Керти-Хююка.